# Neolitsea gamblei
Neolitsea gamblei är en lagerväxtart som beskrevs av Chakrab. & Diwakar. Neolitsea gamblei ingår i släktet Neolitsea och familjen lagerväxter. Inga underarter finns listade i Catalogue of Life.